# Drude Dahlerup
Drude Dahlerup (født 3. februar 1945 i Aarhus) er en dansk professor, er dansk-svensk professor i statskundskab ved Stockholms Universitet og adjungeret professor ved Roskilde Universitet. Hun er medstifter af JuniBevægelsen og Rødstrømpebevægelsen.

## Karriere
Drude Dahlerup var frem til 1983 ansat ved Aarhus universitet, bl.a. som kandidatstipendiat og projektleder på flere nordiske projekter. Hun var gæsteforsker på Radcliffe College på Harvard University i USA, 1981-82 og blev i 1989 ansat som lektor i samfundsvidenskabelig kvindeforskning ved Institut for Statskundskab og Cekvina, Center for kvinde- og kønsforskning ved Aarhus Universitet. 1998 blev hun professor i statskundskab ved Stockholms Universitet. Hun har været visiting professor, Birkbeck College, University of London, 2002–03 og visiting professor at Faculty of Social Science, Radboud University, Nijmegen, 2013-14. I dag arbejder hun som  professor emerita ved Stockholm Universitet og fra 2017 også som adjungeret professor ved Institut for samfundsforskning og erhverv, Roskilde Universitet.
Som ekspert i udvikling af kvoteringssystemer og valgsystemer arbejder Drude Dahlerup som rådgiver for internationale organisationer, bl.a. Inter-Parliamentary Union, UNDP, UNWomen, Kvinna-till-Kvinna, DIPD og International IDEA med henblik på at øge kvinders indflydelse i de politiske beslutningsprocesser. Det drejer sig især om post-konflikt lande og lande, som er i en demokratiseringsprocess og som ønsker at introducere aktive indsatser for at øge kvinders deltagelse i de politiske beslutningsprocesser. Hun har således arbejdet som rådgiver i Sierra Leone, Cambodia, Tunesien, Kosovo, Kina, Egypten, Bhutan, Kenya og Elfenbenskystem. Hun har i mange år været engageret i Nordisk-Arabisk PhD- og forskersamarbejde omkring kvinders position i det offentlige liv under og efter det Arabiske Forår. Dahlerup var en af de 20 medlemmer af UN Women’s Global Civil Society Advisory Group tilknyttet organisationens eksekutiv direktør, 2013-16.
Drude Dahlerup redigerede det første globale studie over den nye tendens til at anvende kønskvotering i politik: Women, Quotas and Politics, Routledge 2006. I et samarbejde med InternationalInternational IDEA IDEA og Inter-Parliamentary Union udviklede Dahlerup og hendes forskerteam på Stockholms Universitet den globale web site over kvoteringssystemerne i de enkelte lande: www.quotaproject.org. Drude Dahlerup og Lenita Freidenvall skrev rapporten “Electoral Gender Quota Systems and their Implementation in Europe”, for Europaparlamentets FEMM-komité, 2009, updatet 2011 og 2013 (PE 408.309 og 493.011). I artiklen “Quotas as a Fast Track to Equal Political Representation for Women: Why Scandinavia is No Longer the Model”, introducerede Dahlerup og Freidenvall begreberne ‘Fast Track Model’ versus ‘Incremental Track Model’ på vejen mod kvinders fulde inddragelse i de politiske beslutningsprocesser (paritet).  
Drude Dahlerup var med til at udvikle den nye kvindeforskning, i dag kønsforskning, i Danmark, i Norden og internationalt, bl.a. inden for det nordiske (NOPSA), det europæiske (ECPR) og det internationale statskundskabsforbund (IPSA).  Hun var leder af Cekvina, Center for kvinde- og kønsstudier ved Aarhus Universitet 1991–92 og igen  1997, og medlem af bestyrelsen for KVINFO, Center for Information om kvinder, køn og mangfoldighed, 1998-2003.

### Politisk arbejde
Drude Dahlerup var med til at stifte Rødstrømpebevægelsen, som startede i Danmark i 1970 som en del af den nye internationale kvindebevægelse, Women’s Liberation Movement.  Hun har været aktiv i mange nationale og internationale feministiske organisationer.  
I 1990’erne var Drude Dahlerup en af lederne i Nej-kampagnerne i de danske folkeafstemninger om nye EEC/EU traktater: 1992, 1993, 1998 og mod indførelse af euro i Danmark i 2000. Hun var medstifter Århus ’92, Danmark ’92 og startede sammen med bl.a. Niels I Meyer, Jens-Peter Bonde og Ulla Sandbæk den EU-kritiske, centrum-venstre bevægelse, JuniBevægelsen, en af de ledende EU-kritiske bevægelser med repræsentation i EU-parlamentet 1993-2009. Hun var talsperson for bevægelsen og med i dens ledelse indtil hun udtrådte 2005. Dahlerup var næstformand i Rådet for Europæisk Politik, nedsat af den danske regering, 1993-200. Siden 2006 har hun været forkvinde for den EU-kritiske tænketank, NyAgenda.

### Publikationer
Drude Dahlerups forskning ligger inden for felterne køn og politik, kvoterings- og valgsystemer, kvindebevægelsens historie og Feminist Theory. I en ofte citeret article fra 1988, “From a Small to a Large Minority. Women in Scandinavian Politics”, (Scandinavian Political Studies (11 (4):275-98) applicerede hun teorien om en kritisk masse/critical mass, kendt fra kærnefysikken på kvinder i minoritetsstilling i politik. Hun har bl.a. skrevet Vi har ventet længe nok. Håndbog i kvinderepræsentation (Nordisk Ministerråd 1988, udkom også på finsk, islands, norsk og svensk); Blomster & Spark. Samtaler med kvindelige politikere i Norden, Nordisk Ministerråd 1985), og 2-bindsværket Rødstrømperne. Den danske Rødstrømpebevægelses udvikling, nytænkning og gennemslag, 1970-85 (Gyldendal 1998); Kvotering (med Lenita Freidenvall, SNS Förlag, 2008); Has Democracy Failed Women? (Polity Press 2018, også på koreansk) og Demokrati uden kvinder? (U Press 2018). Hun har endvidere redigeret en række bøger, bl.a. The New Women’s Movement: Feminism and Political Power in Europe and the U.S.A (Sage 1986); Kvinder på Tinge. Kvinder i landspolitik i 75 år (med Kristian Hvidt, Rosinante 1990); Ligestilling som diskurs og praksis (med Anette Borchorst, Samfundslitteratur 2003); Women, Quotas and Politics (Routledge 2006) and Breaking Male Dominance in old Democracies (med Monique Leyenaar, Oxford Univ. Press 2013) og 1915-2015.Før og efter stemmeretten. Køn, demokrati og velfærd (med Anette Borchorst, Frydenlund 2015).  

### Ærespriser
- Dansk Kvindesamfunds Mathildepris 1990.
- The Gender and Politics Research Award, 2013.
- European Consortium for Political Research (ECPR).